# Bacchisa kusamai
Bacchisa kusamai là một loài bọ cánh cứng trong họ Cerambycidae.